# Supercopa Ibérica feminina de Balonmano 2023
Die Supercopa Ibérica (spanisch) bzw. Supertaça Ibérica (portugiesisch) 2023 war die erste Veranstaltung der Supercopa Ibérica. Bei dem von den Verbänden Real Federación Española de Balonmano (RFEBM) aus Spanien und Federação de Andebol de Portugal (FAP) aus Portugal veranstalteten Handballwettbewerb traten die jeweils zwei besten Mannschaften der Vorsaison in Meisterschaft und Pokal an. Das Turnier wurde am 8. und 9. September 2023 in Spanien ausgetragen. Super Amara Bera Bera gewann das Turnier.

## Teilnehmer
Der spanische Verband entsendete Costa del Sol Málaga und Super Amara Bera Bera, der portugiesische Verband Benfica Lissabon und Madeira Andebol SAD.

## Spiele

### Halbfinale
| 8. September 2023 | Costa del Sol Málaga                                                         | 30:27   | Madeira Andebol SAD             | Ciudad Deportiva de Carranque, Málaga Schiedsrichter: Jorge Escudero Santiuste, Axel Riloba Pereda |
| 8. September 2023 | meiste Tore: Estela Doiro, Soledad López, Sara Bravo, Esperanza López (je 4) | (15:15) | meiste Tore: Francisca João (9) | Ciudad Deportiva de Carranque, Málaga Schiedsrichter: Jorge Escudero Santiuste, Axel Riloba Pereda |
| 8. September 2023 | Strafen: 2×                                                                  |         | Strafen: 1×                     | Ciudad Deportiva de Carranque, Málaga Schiedsrichter: Jorge Escudero Santiuste, Axel Riloba Pereda |

| 8. September 2023 | Benfica Lissabon            | 33:28 | Super Amara Bera Bera                     | Bidebieta Kiroldegia, Donostia Schiedsrichter: Yon Bustamante López, Javier Álvarez Mata |
| 8. September 2023 | meiste Tore: Emma Boada (6) |       | meiste Tore: Wiktorija Borschtschenko (7) | Bidebieta Kiroldegia, Donostia Schiedsrichter: Yon Bustamante López, Javier Álvarez Mata |
| 8. September 2023 | Strafen: 5×                 |       | Strafen: 3×                               | Bidebieta Kiroldegia, Donostia Schiedsrichter: Yon Bustamante López, Javier Álvarez Mata |

### Spiel um Platz 3
| 9. September 2023 | Madeira Andebol SAD             | 28:40   | Benfica Lissabon                  | Pabellón José Antonio Gasca, Donostia Schiedsrichter: Alejandro Hoz Fernández, Axel Riloba Pereda |
| 9. September 2023 | meiste Tore: Rissa Oliveira (6) | (13:16) | meiste Tore: Ana Filipa Silva (7) | Pabellón José Antonio Gasca, Donostia Schiedsrichter: Alejandro Hoz Fernández, Axel Riloba Pereda |
| 9. September 2023 | Strafen: 2×                     |         | Strafen: 3×                       | Pabellón José Antonio Gasca, Donostia Schiedsrichter: Alejandro Hoz Fernández, Axel Riloba Pereda |

### Spiel um Platz 1
| 9. September 2023 | Super Amara Bera Bera                              | 31:30   | Costa del Sol Málaga          | Bidebieta Kiroldegia, Donostia Schiedsrichter: Sara Pinto, Flávia Santos |
| 9. September 2023 | meiste Tore: Emma Boada, Maitane Etxeberria (je 6) | (15:14) | meiste Tore: Estela Doiro (7) | Bidebieta Kiroldegia, Donostia Schiedsrichter: Sara Pinto, Flávia Santos |
| 9. September 2023 | Strafen: 4×                                        |         | Strafen: 1× 7×                | Bidebieta Kiroldegia, Donostia Schiedsrichter: Sara Pinto, Flávia Santos |